# Fereydoun Hoveyda
Fereydoun Hoveyda est un écrivain, critique de cinéma et diplomate iranien, né le 21 septembre 1924 à Damas, mort le 3 novembre 2006 à Clifton, dans l'État de Virginie (États-Unis).

## Biographie
Fils d'un diplomate iranien et frère de Amir Abbas Hoveida, il passe son enfance et son adolescence à Beyrouth où il achève ses études de droit. Signataire de la Déclaration universelle des droits de l'homme pour son pays en 1948, il travaille pour l'UNESCO de 1951 à 1966.
Il retourne en Iran afin d'y occuper un poste au sein du ministère des affaires étrangères. Il représente ensuite son pays à l'ONU, de 1971 à 1979. Il a été membre du cabinet de relations publiques néo-conservateur Benador Associates.
Cinéphile et francophile, ami de Roberto Rossellini, il est membre du comité de rédaction des Cahiers du cinéma dès la création de la revue en 1951, à laquelle il collabore jusqu'en 1963, s'intéressant plus particulièrement aux films fantastiques et d'horreur. Il publie également des textes dans le magazine Fiction.

## Publications
- Un essai de planification de l'économie iranienne, 1948
- Les Quarantaines, Gallimard, 1962
- Histoire du roman policier, Éditions du Pavillon, 1965
- L'Aérogare, Gallimard, 1965
- Dans une terre étrange, Gallimard, 1968
- Le Losange, E. Losfeld, 1968
- Les Neiges du Sinaï, Gallimard, 1973
- La Chute du Shah, Buchet-Chastel, 1980
- Les Nuits féodales : tribulations d'un Persan au Moyen-Orient, Scarabée, 1983
- Le Glaive de l'islam, Denoël, 1984
- Fereydoun Hoveyda, Les Miroirs du Mollah : conte, France, Vertiges, 1985, 197 p. (ISBN 978-2-86896-001-6)
- Fereydoun Hoveyda, L'islam bloque, Paris, R. Laffont, 1992, 249 p. (ISBN 978-2-221-07411-4)
- Fereydoun Hoveyda, Que veulent les Arabes, Paris, Page après page, 2004, 251 p. (ISBN 978-2-84764-010-6)